# Daniel Daalhemius
Daniel Laurentii Daalhemius, född 1595 i Dalhems församling, Småland, död 1658, var en svensk präst.

## Biografi
Daniel Laurentii Daalhemius föddes 1595 i Dalhems församling. Han var son till kyrkoherden L. Nicolai. Daalhemius blev 1622 student vid Uppsala universitet och promoverades 1625 till filosofie magister. Han blev 1627 student vid Rostocks universitet och blev 1629 lektor (eloguentiae et poeseos) vid Katedralskolan, Linköping. Daalhemius blev 1630 lektor (logices) vid Katedralskolan och blev 1633 kyrkoherde i Kättilstads församling. Han var preses vid prästmötet 1634 och var riksdagsman vid riksdagen 1638. År 1643 blev han kontraktsprost i Kinds kontrakt. Han avled 1658.

### Familj
Daalhemius gifte sig 1632 med Anna Enander (född 1615), dotter till kyrkoherden Nicolaus Petri i Västra Eneby församling och Helena Johansdotter. De fick tillsammans barnen Maria Daalhemius (född 1634) som var gift med kyrkoherden Arvidus Rydelius i S:t Olai församling, Norrköping, amiralmedicus Daniel Daalhemius (1638–1679) i Stockholm, Rebecka Daalhemius som var gift med utnämnda kyrkoherden Nicolaus Wallerius i Vreta klosters församling, kyrkoherden Swen Sithelius i Vreta klosters församling och kyrkoherden Zacharias Reuserus i Vreta klosters församling, Helena Daalhemius som var gift med kyrkoherden Sveno Cnattingius i Västerlösa församling, Elisabet Daalhemius som var gift med kyrkoherden J. Lindebom i Gladhammars församling och kyrkoherden M. Rydelius i Gladhammars församling, Anna Daalhemius (död 1668) som var gift med borgmästaren Laurentius Lindebom i Västervik, professorn Nils Dahlhem (1650–1692) vid Lunds universitet, Ingiähl Daalhemius och Lars Daalhemius (död 1678). Efter Daalhemius gifte Anna Enander om sig med kyrkoherden Laurentius Palumbus i Vreta klosters församling.